# Mühlenbusch (Solingen)
Mühlenbusch, Anfang des 19. Jahrhunderts auch Stamershaus genannt, ist eine Ortslage in der bergischen Großstadt Solingen.

## Lage und Beschreibung
Mühlenbusch liegt im Westen des Stadtteils Gräfrath auf einem Höhenzug oberhalb der Itter, die nördlich in einem kleinen Bachtal verläuft. Durch den Ort verläuft die Walder Straße, die den Ort Nümmen mit dem historischen Ortskern von Gräfrath verbindet. Die zur Ortslage gehörenden Gebäude befinden sich westlich des Parkfriedhofs Solingen und dort am Westausgang gegenüber dem Parkplatz.
Benachbarte Orte sind bzw. waren (von Nord nach West): Eipaß, Blumental, Bandesmühle, Schönhof, Ziegelfeld, Steinenhaus, Ehren, Ehrener Mühle, Eschbach, Kratzkotten, Itterbruch und Neu-Eipaß.

## Etymologie
Das Wort Mühlenbusch beschreibt einen bei der Mühle gelegenen Wald. Gemeint ist die nordöstlich gelegene Bandesmühle.

## Geschichte
Die Ortslage Mühlenbusch ist in der Karte von Erich Philipp Ploennies aus dem Jahre 1715 noch nicht verzeichnet. Mühlenbusch gehörte zur Honschaft Gräfrath innerhalb des Amtes Solingen. Die Topographische Aufnahme der Rheinlande von 1824 zeigt an der Stelle des Ortes einen Wohnplatz namens Stamershaus. Auf der Preußischen Uraufnahme von 1844 ist ein zweiter, unmittelbar südwestlich benachbarter Wohnplatz an dem gleichen Weg eingezeichnet – beide zusammen bildeten nun Mühlenbusch. In der Topographischen Karte des Regierungsbezirks Düsseldorf von 1871 ist die Ortslage ohne Namen verzeichnet.
1832 war Mühlenbusch Teil der Honschaft Gräfrath innerhalb der Bürgermeisterei Gräfrath. Der nach der Statistik und Topographie des Regierungsbezirks Düsseldorf als kleines Ackergut kategorisierte Ort besaß zu dieser Zeit ein Wohnhaus und zwei landwirtschaftliche Gebäude. Zu dieser Zeit lebten fünf Einwohner im Ort, allesamt evangelischen Bekenntnisses. Die Gemeinde- und Gutbezirksstatistik der Rheinprovinz führt den Ort 1871 mit drei Wohnhäusern und 26 Einwohnern auf. Im Gemeindelexikon für die Provinz Rheinland werden 1885 vier Wohnhäuser mit 21 Einwohnern angegeben. 1895 besitzt der Ort fünf Wohnhäuser mit 58 Einwohnern, 1905 sechs Wohnhäuser mit 64 Einwohnern.
Mit der Städtevereinigung zu Groß-Solingen im Jahre 1929 wurde Mühlenbusch ein Ortsteil Solingens. Die heute zu der Ortslage gehörenden Gebäude sind allesamt zur Walder Straße nummeriert, die Ortsbezeichnung ist jedoch bis heute im Solinger Stadtplan verzeichnet.